# Sprinkling
Il modello urban sprinkling definisce una nuova configurazione dell’insediamento urbano, diverso dallo standard mondiale dello sprawl più consolidato nella cultura scientifica per le sue caratteristiche e le conseguenze sugli equilibri ambientali, economici, sociali e territoriali. 

## Modello
Il modello è stato descritto utilizzando il campione geografico italiano e sono state evidenziate le grandi differenze con lo sprawl che, per molti anni, è stato veicolato dalla cultura urbanistica nazionale anche per definire lo sviluppo urbano polverizzato italiano. Lo “sprinkling” appare come uno standard più adatto per rappresentare la configurazione delle costellazioni urbane della penisola, presenti peraltro anche in altri Paesi dell’Europa meridionale, ma, pur con fisionomie variabili, anche in altre aree continentali. Secondo il dizionario Merriam-Webster lo sprawl si traduce come "la diffusione di sviluppi urbani (come case e centri commerciali) su terreni non sviluppati prossimi a una città", ma lo “sprinkling” esprime "una piccola quantità distribuita in gocce o particelle sparse" e questa tipologia insediativa è già stata sperimentalmente classificata anche per mezzo di indicatori elaborati ad hoc.
Il risultato modellistico deriva da una ricerca durata circa dieci anni sulla evoluzione delle superfici urbanizzate italiane dal dopoguerra al 2000 e compare per la prima volta nel 2015 su due riviste: una italiana, Territorio e una internazionale, Journal of Urban Research and Practice). Le caratteristiche dello standard sono poi state definitivamente precisate in due articoli nel 2017: uno sulla rivista internazionale Sustainability e il secondo su Land Use Policy.
Sebbene si tratti di una configurazione delle parti costruite emblematicamente rappresentata nelle maggiori pianure italiane, pressoché tutto il territorio nazionale ne è interessato senza grandi differenze meridiane. Ne è testimonianza un altro studio sviluppato in altri contesti italiani, pubblicato nel 2018 dalla rivista internazionale Sustainability, che è giunto a risultati comparabili.    I problemi creati a carico della ordinaria gestione urbana sono enormi:
- l’insediamento presenta costi energetici altissimi sia nel pubblico che nel privato;
- impegni tecnico-economici-organizzativi estremamente gravosi nella erogazione dei servizi di qualsiasi tipo (a causa delle distanze tra i nuclei e della bassissima densità demografica degli stessi);
- conseguenze drastiche verso la qualità dei paesaggi e degli ecosistemi, alterati, disturbati, frammentati ed erosi in ogni loro sezione anche remota.

Si deve sottolineare che lo sprinkling procura alla matrice ambientale e alle comunità residenti patologie molto più gravi e irreversibili di quanto non faccia, notoriamente, lo sprawl. Per tale ragione l’inversione anche parziale di molti effetti negativi è, nel breve periodo, sostanzialmente impossibile, mentre è affrontabile con programmi articolati e politicamente coordinati su orizzonti cronologici medio-lunghi; un esempio di piano di recupero attuabile in una specifica area caratterizzata da sprinkling è descritto nell'articolo "Urban Growth Control DSS Techniques for De-Sprinkling Process in Italy". Nel Paese viene oggi riconosciuta una assoluta necessità di riorganizzare la distribuzione dell’edificato e delle sue aree funzionali accessorie, per contenere la loro espansione e renderle più sostenibili sia in termini ambientali che sociali ed economici, e le conclusioni a cui la ricerca è pervenuta sono sostanziali per poter ricalibrare le regole future in base ai comportamenti insediativi delle varie comunità regionali.